# سیاست خارجی نخستین دولت دونالد ترامپ
سیاست خارجی ایالات متحده در طول نخستین دوره ریاست‌جمهوری دونالد ترامپ به دلیل غیرقابل پیش‌بینی بودن و زیر پا گذاشتن تعهدات بین‌المللی پیشین، نقض کنوانسیون‌های دیپلماتیک، پذیرش خطرپذیری سیاسی و اقتصادی با اکثر دشمنان و روابط قوی‌تر با متحدان سنتی مورد توجه قرار گرفت. سیاست «اول آمریکا» دونالد ترامپ اهداف سیاست خارجی ملی‌گرا و یکجانبه‌گرا را دنبال می‌کرد و در عین حال روابط دوجانبه را بر توافقات چندملیتی اولویت می‌داد. ترامپ در دوران ریاست جمهوری، خود را یک ملی‌گرا و جهان‌گرا توصیف می‌کرد، در حالی که از دیدگاه‌هایی حمایت می‌کرد که به عنوان انزواطلب، عدم مداخله و حمایت‌گرایی توصیف شده‌اند، اگرچه برچسب «انزواطلب» مورد مناقشه قرار گرفته است، از جمله توسط خود ترامپ، و دوره‌هایی از دوران سیاسی او با اصطلاح جایگزین «نیمه انزواطلب» توصیف شده است. ترامپ شخصاً برخی از دولت‌های پوپولیست، نئو ملی‌گرا، غیرلیبرال و اقتدارگرا را ستایش می‌کرد، در حالی که با برخی دیگر مخالفت می‌کرد، حتی در حالی که دیپلمات‌های دولت به طور اسمی به دنبال آرمان‌های طرفدار دموکراسی در خارج از کشور بودند.

پس از روی کار آمدن، ترامپ بیشتر از هر دولت قبلی از زمان ریاست جمهوری رونالد ریگان به پرسنل نظامی متکی بود و بیشتر از مشاوران کاخ سفید به وزارت امور خارجه برای مشاوره در مورد روابط بین‌الملل تکیه می‌کرد. برای مثال، واگذاری سیاست‌های مربوط به فرآیند صلح خاورمیانه به مشاور ارشد جرد کوشنر. مدیرعامل سابق اکسون موبیل رکس تیلرسون نخستین وزیر امور خارجه ترامپ بود که به دلیل تجربه و ارتباطاتش در بسیاری از کشورهای دیگر، به ویژه روسیه، منصوب شد. در دوران تصدی تیلرسون در وزارت امور خارجه، کاهش بودجه و اتکای ترامپ به مشاوران کاخ سفید منجر به گزارش‌های رسانه‌ها مبنی بر اینکه وزارت امور خارجه به طور قابل توجهی "به حاشیه رانده شده" است، شد. مایک پمپئو، مدیر سابق سیا، در آوریل ۲۰۱۸ جانشین تیلرسون به عنوان وزیر امور خارجه شد.
به عنوان بخشی از سیاست "اول آمریکا"، دولت ترامپ بسیاری از تعهدات چندملیتی قبلی ایالات متحده، از جمله خروج از شراکت ترنس-پسیفیک، پیمان منع موشک‌های هسته‌ای میان‌برد، شورای حقوق بشر سازمان ملل متحد و یونسکو، و توافق پاریس را مورد ارزیابی مجدد قرار داد و از متحدان ناتو خواست تا سهم بار مالی را افزایش دهند. دولت ترامپ ممنوعیت سفر از برخی کشورهای با اکثریت مسلمان و به رسمیت شناختن اورشلیم به عنوان پایتخت اسرائیل را معرفی کرد. او به عنوان بخشی از تلاش‌ها برای خلع سلاح هسته‌ای شبه جزیره کره، به دنبال روند صلح کره در سال‌های ۲۰۱۸-۲۰۱۹ با کیم جونگ اون، رهبر کره شمالی بود، اگرچه کره شمالی به گسترش زرادخانه هسته‌ای خود ادامه داد. ترامپ ایالات متحده را از  توافق هسته‌ای ایران خارج کرد و  تحریم‌ها علیه ایران را افزایش داد و باعث بروز چندین درگیری بین دو کشور شد. او در حالی که بر خروج نیروهای آمریکایی از ونزوئلا، عراق، سومالی و افغانستان نظارت داشت، خصومت علیه ونزوئلا و توافق با طالبان برای خروج کامل مشروط از افغانستان در سال ۲۰۲۱ را افزایش داد. او همچنین حملات پهپادی ایالات متحده در آفریقا را افزایش داد و به جنگ علیه تروریسم و کمپین ایالات متحده علیه سازمان تروریستی داعش ادامه داد، از جمله نظارت بر مرگ رهبر آن ابوبکر بغدادی در اکتبر ۲۰۱۹. در ژانویه ۲۰۲۰، ترامپ دستور حمله پهپادی در عراق را صادر کرد که منجر به ترور سرلشکر ایرانی قاسم سلیمانی شد.
دولت ترامپ اغلب از فشار اقتصادی برای اجرای اهداف سیاست خارجی خود استفاده می‌کرد. تعرفه‌های واردات ترامپ شرکای تجاری را تحریک کرد و باعث جنگ تجاری با چین شد. او همچنین توافق ایالات متحده-مکزیک-کانادا (USMCA)، یک توافقنامه تجارت قاره‌ای که جایگزین NAFTA شد، را امضا کرد. دولت ترامپ  توافق‌نامه کوزوو-صربستان، پیمان ابراهیم و توافق‌نامه‌های عادی‌سازی بعدی اعراب و اسرائیل با بحرین، سودان و مراکش را امضا کرد.

## خاورمیانه

### ایران
در دوران اول ریاست جمهوری ترامپ، روابط ایالات متحده و ایران به شدت رو به وخامت گذاشت، زیرا ترامپ استراتژی تعامل اوباما را کنار گذاشت. خروج ایالات متحده از توافق هسته‌ای (برجام)، اعمال مجدد تحریم‌ها و راه‌اندازی کارزار فشار حداکثری که بیش از ۱۵۰۰ تحریم اعمال کرد و به اقتصاد ایران آسیب جدی وارد کرد. در پاسخ، ایران غنی‌سازی اورانیوم را افزایش داد و مذاکرات را رد کرد. تنش‌ها در طول سال ۲۰۱۹ با حملات به نفتکش‌ها، یک پهپاد سرنگون‌شده آمریکایی و انتقام سایبری افزایش یافت. این بحران در اوایل سال ۲۰۲۰ پس از ترور قاسم سلیمانی توسط ایالات متحده و کشته شدن ژنرال ایرانی قاسم سلیمانی که منجر به حملات موشکی ایران شد، به اوج خود رسید. روابط تا پایان دوره ترامپ خصمانه باقی ماند.